# Prostitución en Maldivas

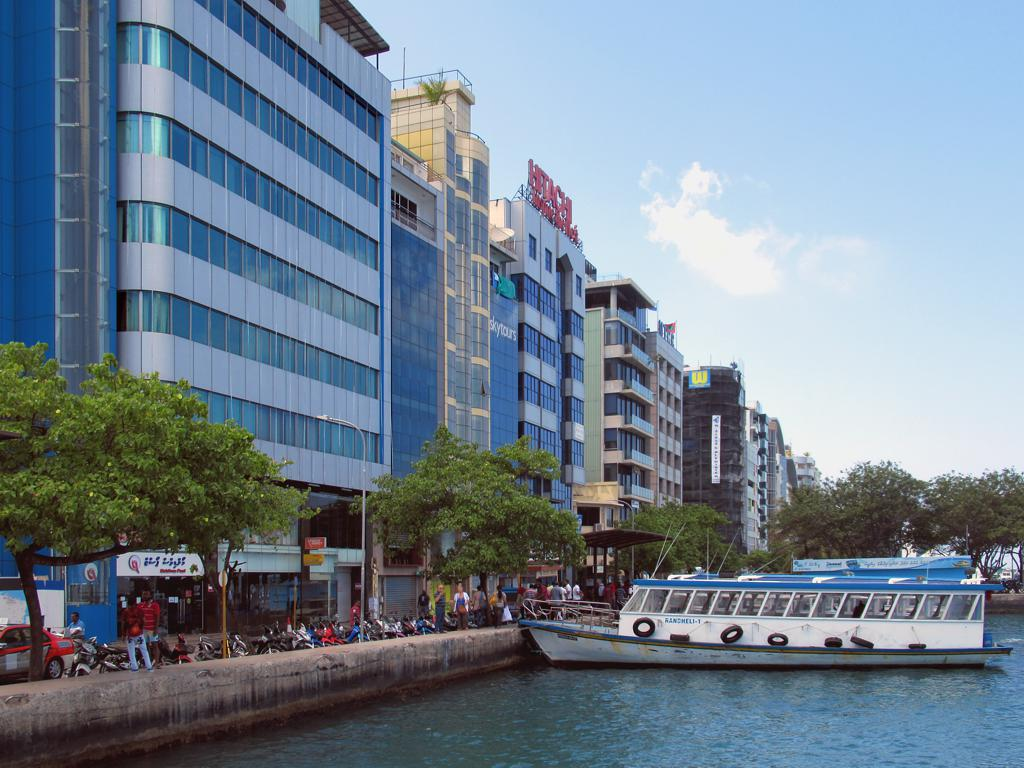
Zona comercial de Malé, capital de las Maldivas, foco principal de la prostitución en el país.

La prostitución en Maldivas es ilegal, pero se da a pequeña escala. Una encuesta realizada en 2014 por la Comisión de Derechos Humanos de Maldivas (HRCM) estimó que había algo más de 1 100 mujeres prostitutas en las islas. Algunas entran en el país haciéndose pasar por turistas, pero luego se dedican al trabajo sexual.
El tráfico sexual y la prostitución infantil son también otros problemas destacados del espacio insular.

## Cierre de balnearios
Tras las quejas de que se ofrecían servicios sexuales en los spas de los hoteles, y una protesta en la capital, Malé, del partido Adhaalath, entonces en la oposición, el gobierno ordenó el cierre de los spas de un millar de establecimientos hoteleros a finales de diciembre de 2011. Fue un gesto inocuo, pues la presión de la industria turística acabó haciendo mella y el presidente Mohamed Nasheed tuvo que recular y levantar la prohibición unos días después.

## Prostitución infantil
La prostitución infantil es un problema en el país, especialmente en Malé y en la región del atolón de Laamu, que consta de 82 islas. A menudo, la prostitución es organizada por miembros de la familia. El HRCM calculó en 2018 que el 8 % de las prostitutas de la isla eran menores de edad.

## Situación legal
El artículo 88(a) del Código Penal maldivo de 1967 incluye la sharia musulmana en la legislación del país. Las relaciones sexuales fuera del matrimonio están proscritas por la ley, al igual que otras formas de "inmoralidad". Esto deja a lo establecido como prostitución como un acto prohibido.
Los extranjeros que ejercen la prostitución pueden ser deportados y los maldivos pueden ser condenados a prisión.
Aunque está permitida la venta de preservativos a parejas casadas, no se pueden vender a personas solteras. En ocasiones, la policía ha llegado a confiscar profilácticos o geles lubricantes, utilizándolos como pruebas en casos de prostitución.

## Tráfico sexual
Las islas son un destino de mujeres y niños víctimas del tráfico sexual, y es país de origen de otras tantas. Un pequeño número de mujeres de Asia, Asia Central y Europa del Este, así como niñas de Bangladesh y nacionales, son objeto de tráfico sexual en Maldivas. Las mujeres maldivas pueden ser objeto de tráfico sexual en Sri Lanka.
Un hotelero tailandés denunció en 2013 que se reclutaba a mujeres tailandesas con ofertas de buenos trabajos en las Maldivas, pero a su llegada se las obligaba a prostituirse.
La Ley de Prevención de la Trata de Personas tipifica como delito algunas formas de trata con fines sexuales, pero no todas. Por primera vez, en 2016, el gobierno logró una condena en virtud de dicha ley. Tres ciudadanos extranjeros fueron condenados cada uno a diez años de prisión en un caso de trata con fines sexuales.
En noviembre de 2016, la Oficina de Empleo en el Extranjero de Sri Lanka detuvo a dos hombres en relación con la trata de mujeres srilankesas a las Maldivas, donde trabajaban en burdeles. Se cree que estaban implicadas más de 100 mujeres. También se buscaba a un hombre maldivo.
La Oficina de Vigilancia y Lucha contra la Trata de Personas del Departamento de Estado de los Estados Unidos mantuvo la clasificación en 2023 para Maldivas como país de "nivel 2".